# Туфаново (деревня, Вологодская область)
Туфаново — деревня в Грязовецком районе Вологодской области на реке Комья.
Входит в состав Комьянского муниципального образования, с точки зрения административно-территориального деления — в Комьянский сельсовет.
Расстояние по автодороге до районного центра Грязовца — 23,1 км, до центра муниципального образования Хорошево — 3,6 км.
По переписи 2002 года население — 7 человек.